# Rory Arnold
Rory Arnold (Wagga Wagga, 1º luglio 1990) è un rugbista a 15 australiano, che gioca come seconda linea nel Tolosa in Top 14. È fratello gemello del rugbista Richie Arnold.

## Biografia
Arnold iniziò la sua carriera professionistica militando in Currie Cup nei Griqualand West Griquas, con la squadra sudafricana giocò un totale di sei incontri; in uno di questi fu accusato di aver morso un avversario dopo aver segnato una meta e fu proposta una squalifica di sette settimane, ma alla fine fu assolto. Dopo l'esperienza in Sudafrica, Arnold fece ritorno in Australia dove disputò la prima stagione del National Rugby Championship con la maglia dei Canberra Vikings arrivando fino alla finale. Nell'estate 2014 firmò un contratto biennale con i Brumbies per disputare il Super Rugby 2015 e diventò così il giocatore più alto nella storia della competizione al pari di Andries Bekker, giocatore degli Stormers dal 2005 al 2013; il record fu infranto con il debutto, nella stessa stagione, di JP du Preez, seconda linea dei Lions. Nel dicembre 2016, Arnold prolungò di tre anni il suo contratto con i Brumbies continuando, nel frattempo, a militare nei Canberra Vikings con cui raggiunse un'altra finale del campionato australiano nel 2017. Al termine del Super Rugby 2019 lasciò la franchigia australiana dopo cinque stagioni per trasferirsi in Francia nel Tolosa, come previsto dall'accordo che aveva firmato già nel dicembre 2018.
Nel maggio 2016 fu inserito dall'allenatore dell'Australia Michael Cheika nella squadra per affrontare l'Inghilterra nel suo tour australiano, nel quale Arnold fece il suo debutto e giocò due delle tre partite previste. Successivamente disputò tre incontri del The Rugby Championship 2016 e l'ultima sfida della Bledisloe Cup contro la Nuova Zelanda, dove segnò la sua prima meta internazionale. Convocato per il tour europeo di fine anno della nazionale australiana, giocò contro Galles, Scozia e Irlanda. L'anno seguente fu presente in tutti e tre i test-matches della sessione estiva, per poi disputare tre incontri del The Rugby Championship 2017. Dopo un anno esatto in cui fu assente dalla nazionale, ritornò in occasione della terza giornata del Championship 2018, di cui giocò altre due sfide a cui si sommò l'ultimo incontro dell Bledisloe Cup. Nel 2019, alla sua quarta partecipazione consecutiva, scese in campo in tutti gli incontri del Championship. Successivamente fu incluso nella squadra australiana selezionata per la Coppa del Mondo di rugby 2019. Nel corso del torneo iridato disputò quattro partite, tra cui il quarto di finale perso contro l'Inghilterra.

## Palmarès
- Campionati francesi: 1
Tolosa: 2020-2021
- Champions Cup: 1
Tolosa: 2020-21